# 項羽

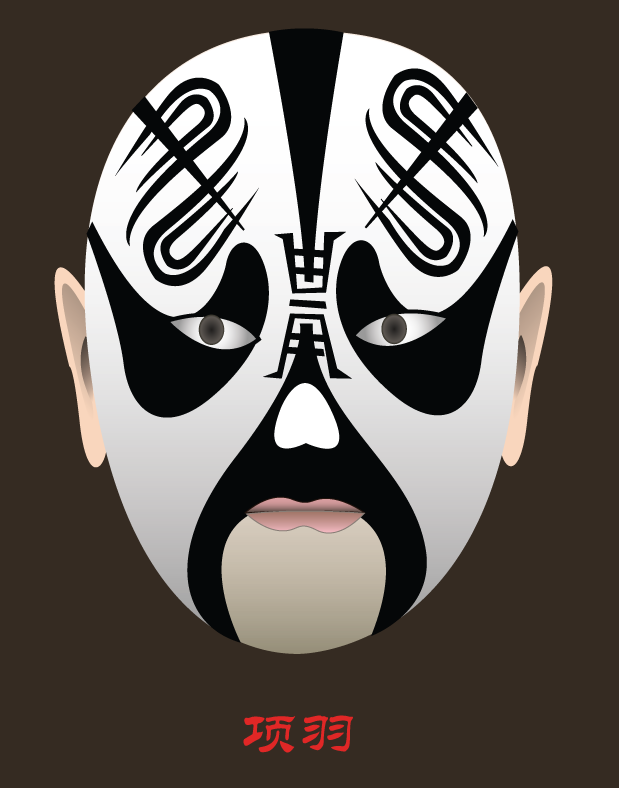
京劇の仮面

項 羽（こう う、Xiàng Yǔ、紀元前232年 - 紀元前202年）は、秦末期の楚の武将。姓は項、名は籍、字が羽である。以下、一般に知られている項羽の名で記す。
秦に対する造反軍の中核となり秦を滅ぼし、一時西楚の覇王（在位紀元前206年 - 紀元前202年）と号した。その後、天下を劉邦と争い（楚漢戦争）、当初は圧倒的に優勢であったが、次第に劣勢となって敗死した。
項羽は中国の歴史上最も勇猛といわれる将で、史家李晚芳は「羽之神勇、万古無二」といい、「覇王」という言葉は通常項羽を指す。

## 生涯

### 挙兵まで
項氏は代々楚の将軍を務めた家柄であり、項羽の祖父は楚の将軍項燕である。『史記』では本籍を下相としている。叔父の項梁に養われていた。
『史記』によれば、項羽は読書をしたがよくできず、剣術を習ってもあまり上達しなかった。項梁はそのことで項羽を怒ったが、項羽は「文字なぞ自分の名前が書ければ十分です。剣術のように一人を相手にするものはつまらない。私は万人を相手にするものがやりたい」と答えたので項梁は喜んで集団戦の極意である兵法を項羽に教えた。項羽は兵法の概略を理解すると、それ以上は学ぼうとしなかった。
項梁に従い、呉に移住した。成人すると、身長が8尺2寸（1尺が23cm,1寸が2.3cmとして、身長約188.6 cm）の大男となり、怪力を持っており、才気は人を抜きんでていたこともあって、呉中の子弟はすでに項羽には一目置いていた。また、瞳が二つあったと伝えられる（重瞳）。

### 反秦軍
秦末期、二世元年（紀元前209年）7月、陳勝・呉広の乱が起きると、同年9月、項羽は項梁に従って会稽郡の役所に赴いて、項梁に命じられて郡守である殷通の頭を斬り落とした。さらに、襲いかかってきた殷通の部下百人近くを一人で殺した。会稽の役人たちは項羽の強さに平伏し、項梁は会稽郡守となって造反軍に参加した。
その後、項梁は項羽に命じて、襄城を攻めさせ、項羽はやっと攻め落として、城兵を全て生き埋めにして凱旋した。
二世2年（紀元前208年）12月、陳勝が御者の荘賈によって殺害されると、同年6月、項梁は范増から教えを請い旧王家の末裔・羋心を探し出してこれを「楚王」に祭り上げる。羋心は「懐王」を名乗り、大いに威勢を奮った。同年7月、項梁の命令で、項羽は劉邦とともに、城陽城を落とし、西に向かい、秦軍を濮陽の東で撃破した。二人は、定陶城を攻めたが、落とすことができず、さらに西に向かい、同年8月、雍丘において、秦の三川郡守である李由（李斯の長子）を討ち取る。引き返して、外黄を攻めたが、そこから去って陳留を攻めた。
しかし、陳留を攻めている時、同年9月、項梁は定陶で秦の章邯と戦い、戦死する。懐王は、盱台から彭城に移り、総大将となった。同年後9月、懐王は、斉の使者に項梁の戦死を予言した宋義を楚軍を指揮する上将軍に任じ、項羽を次将にして魯公に任じる。章邯に攻められていた趙の救援は宋義が当たることになり、項羽は項梁の仇を討つため劉邦とともに関中を入ることを望んだが、懐王の老将たち から、「項羽は勇猛ですが残忍で、以前、襄城で皆殺しを行い、通過する先々では残滅されないことはない」という反対があり、劉邦のみが関中に派遣され、西方の地を攻略することとなった。
宋義は趙の張耳・陳余の救援要請を受けて趙の鉅鹿へ向かったが、進軍を安陽までで止めてしまい、46日間安陽に留まる。項羽は進軍すべきと宋義に直訴したが「秦が趙との戦いで疲弊したところを打ち破る」と言い、「狂暴で使命に従わないものは斬刑に処す」という項羽に対してあてこすった命令を全軍に出す。宋義は斉と和親するため、斉の宰相に就任しようと楚軍から離れていく息子の宋襄を送るための大宴会を開く。その一方で、兵は飢え、凍えて苦しんでいた。二世3年（紀元前207年）11月、項羽は、「秦が趙を打ち破れば、さらに強大になる。懐王は宋義を上将軍に任じ、国運を託しているのに、宋義は兵を憐れまず、子の出世という私事ばかり考えている。社稷の臣ではない」と言い、懐王の命令と偽り、宋義が斉と謀り反逆したとして、宋義が帰ってきたところを殺害する。諸将は項羽に従い、項羽を仮の上将軍とする。また、宋襄も追いかけて殺害した。懐王は、項羽を上将軍に任じ、項羽が趙救援の軍を率いることとなった。
項羽は北進を開始し、鉅鹿を包囲していた秦の章邯が率いる20万を超える大軍 と決戦を行い、大勝利を挙げる（鉅鹿の戦い）。この戦いで数に劣る楚の兵は皆一人で十人の敵と戦ったと伝えられる。同年12月、項羽の勇猛さと功績により各国の軍の指導者たちは項羽に服属し、項羽は各国諸侯の上将軍となり、諸侯の軍はその指揮下に入った。項羽はその後も章邯率いる秦軍を攻めて連戦連勝する。同年6月、章邯は配下の司馬欣や趙の陳余に降伏するよう進言を受け、項羽と盟約を結ぼうとする。この時の盟約は成立しなかったため、項羽はさらに章邯を攻撃して勝利して、章邯と盟約を結んだ。同年7月、章邯は降伏し、雍王に引き立てることで、戦いは終わった。降伏した20万人以上の秦兵を先鋒にして、新安に進ませた。
しかし、漢元年（紀元前206年）11月、暴動の気配が見えたため、新安において、夜襲を行い、章邯・司馬欣・董翳の3名を除いて、全て阬（穴に埋めて殺すこと）した。
項羽は行く先々で秦の土地の平定を行い、同年12月、関中に入ろうとしたが、その時すでに、別働隊として咸陽を目指していた劉邦が関中に入っていた。劉邦は、項羽によって章邯が雍王になると聞き、劉邦が関中の王になれないと思い、函谷関を兵で防ぎ、項羽の関中入りを拒否したため、項羽は関中に入れなかった。劉邦に関中入りを阻まれたことと、先に劉邦が咸陽を陥落させていたことを聞いて、項羽は大いに怒り、函谷関を攻撃して関中に入った。また、劉邦の配下の曹無傷から「劉邦が関中の王となろうとして、元の秦王・子嬰を宰相にして、咸陽の財宝を自己の所有としました」と知らせたため、項羽は怒って、劉邦を攻め殺そうとした。
劉邦は慌てて項羽の叔父の項伯を通じて和睦を請い、項羽と劉邦は酒宴を開いて和睦の話し合いを行い、劉邦は命拾いをした。これが有名な鴻門の会である。

### 西楚の覇王
項羽は劉邦を許した後、劉邦に降伏していた秦の最後の王である子嬰とその一族 を処刑して、咸陽を焼き払って財宝を略奪した。その後、ある論客から地の利が便利な咸陽を都とするように進言されたが、項羽はこれを聞き容れず、「富貴を得て、故郷に帰らないのは錦を着て、夜出歩くことと同じである。誰も知ってくれはしない」と語った。退出した論客は「人は『楚人とは沐猴（獼猴、猿の一種）が冠をつけているのと同じ（楚人沐猴而冠耳）』と申すが、まさにその通りである」と呟いたため、これを聞いた項羽は激怒して、その論客を捕らえて、釜茹でに処した。
項羽は使者を彭城に使わして、懐王に報告を行うと、懐王は「始めの約（一番始めに関中に入った劉邦を関中の王になること）のようにせよ」と回答を行う。
同年正月、項羽も王になろうとして、秦を滅ぼすことに功績のあった諸将を王侯に任じた（十八王封建）。劉邦については、和解した上に、懐王の約に背きたくなく、諸侯に背かれることを恐れて、巴・蜀・漢中を与えて、漢王とした。項羽も自立して「西楚の覇王」と名乗り、楚の彭城（現在の江蘇省徐州市銅山区）を都と定めた。また、懐王を尊んで「義帝」と呼んで楚王から格上げを行った。他の封建の詳細については楚漢戦争#戦争前の経緯参照。
同年2月、遷都という名目で彭城から義帝を追い出し、長沙の郴県に移すことにした。
同年4月、封建が終わると、項羽を含めた諸侯は領国に赴いていった。さらに留任させた韓王成を彭城に伴った。

### 楚漢戦争
同年5月、斉の王族・田栄が挙兵した。その後、封建に不満を抱く陳余や彭越が続々と項羽の封建した王に対して兵を起こす。
同年7月、項羽は、韓王成を侯に格下げして、殺してしまった。
同年8月、劉邦が挙兵し、関中に封じた章邯・司馬欣・董翳と交戦を行った。
紀元前205年10月、義帝の臣下は次第に背くようになり、項羽は、英布・呉芮・共敖に命じて、その途中で暗殺させている。
項羽は、かつて韓王成に仕え、劉邦に仕えていた張良から「劉邦は、懐王の約の通り、関中を得れば、東に進んで項羽と争う気はない」という書簡と斉（田栄）と梁（彭越）の謀反書を受け取ったため、同年正月、北上して斉を討伐する。城陽にて田栄を破り、田栄は平原まで逃亡して殺される。項羽はさらに北上して、北海まで進軍して、斉の城や家屋を焼き、田栄の降伏した兵士を生埋めにし、老弱や婦人をしばって捕虜とした。そのため、斉の人々は集まって抵抗して、田横が斉の兵を収めて城陽にて反抗した。項羽は田横と連戦したが、なかなか降伏させることができなかった。九江王に封じた英布にも救援要請を行ったが、病と称して拒否され、英布を恨むようになった。
また、三秦（関中）を平定し、洛陽にて義帝が殺害されたことを知った「漢王」劉邦は大義名分を得て、諸侯へ項羽の討伐を呼びかける。これ以降の楚と漢の戦争を「楚漢戦争」と呼ぶ。
このときの諸侯に向けた檄文は以下のものであった。

| 天下共立義帝，北面事之．今項羽放殺義帝於江南，大逆無道．寡人親為發喪，諸侯皆縞素．悉發関内兵，収三河士，南浮江漢以下，願従諸侯王撃楚之殺義帝者． | 天下の人はともに義帝を立て、北面して仕えた。項羽が義帝を江南に放逐して殺したことは、大逆無道の行いである。私（劉邦）は自ら喪を発した。諸侯もみな喪服を着よ。関中の兵を全て発し、三河（河內、河東、河南）の兵を収め、南の方、江漢に浮かべて下っていき、諸侯王に従って、楚の義帝を弑した者（項羽のこと）を討つことを願う） |
| | — 『史記』高祖本紀 |

同年4月、劉邦は魏・趙などと連合して56万の大軍を率いて楚の彭城を占領するが、3万の精兵のみを率いて急行してきた項羽はこの大軍を一蹴し、20万余を殺戮する（彭城の戦い）。劉邦は敗走し、劉邦の父である劉太公や妻の呂雉は項羽の捕虜となった。
淮南王である英布が漢につき、楚に反したため、項声と龍且に討伐を命じる。漢3年（紀元前204年）12月、龍且は淮南を攻撃して英布を打ち破り、英布は逃亡した。項伯を派遣し、淮南は占領する。
同年4月、項羽は滎陽一帯に劉邦を追い込んだが（滎陽の戦い）、その間に、田横が田広を王として斉を手中にいれてしまった。諸侯は項羽に味方し、項羽は滎陽を攻め立てたが、劉邦側の陳平による内部分裂工作により、参謀にあたり亜父（父についで尊敬する人）とまで呼んでいた范増や、これまで共に闘ってきた鍾離眜・周殷・龍且の将軍らを疑うようになった。項羽は、范増の進言を聞き入れないようになり、次第に范増の権限を奪ったため、范増は辞職を願い出、項羽はこれを認めた。范増は病死した。
同年7月、劉邦は滎陽を脱出し、項羽はやっと滎陽を落とす。続いて成皋も包囲し、劉邦の脱出後に落城させるが、彭越の後方撹乱行動によって西進を阻まれる。項羽は彭越を撃破するが、劉邦は成皋を奪回し、広武に陣地を布いた。項羽もまた、広武に赴き、劉邦と相対する。
項羽は、劉邦の父を人質にとり、劉邦に降伏をうながすが、劉邦に「項羽と兄弟となることを約束した。わしの父はお前の父である」と言われ、降伏を拒絶される。項羽は劉邦の父を殺そうとしたが、項伯に止められて断念する。
項羽と劉邦の対峙は続き、項羽の軍は次第に兵役と補給に疲れ果ててきた。項羽は劉邦と一騎打ちで戦乱の決着を求めるが、断られる。項羽は、楚軍の勇士に挑戦させるが、漢軍の楼煩に3度まで射殺される。項羽が自ら楼煩に挑戦すると、楼煩はその目を合わせると逃亡し、再度出てくることはなかった。
項羽は、劉邦と広武山の間にある澗水をへだてて語り合った。劉邦は、項羽の罪を数え上げた。その内容は以下のものであった。

| 始與項羽倶受命懐王，曰先入定關中者王之，項羽負約，王我於蜀漢，罪一。 項羽矯殺卿子冠軍而自尊，罪二。 項羽已救趙，當還報，而擅劫諸侯兵入關，罪三。 懐王約入秦無暴掠，項羽燒秦宮室，掘始皇帝冢，私收其財物，罪四。 又彊殺秦降王子嬰，罪五。 詐阬秦子弟新安二十萬，王其將，罪六。 項羽皆王諸將善地，而徙逐故主，令臣下爭叛逆，罪七。 項羽出逐義帝彭城，自都之，奪韓王地，并王梁楚，多自予，罪八。 項羽使人陰弑義帝江南，罪九。 夫為人臣而弑其主，殺已降，為政不平，主約不信，天下所不容，大逆無道，罪十也。 吾以義兵従諸侯誅残賊，使刑餘罪人撃殺項羽，何苦乃與公挑戰！ | （私が）はじめに項羽と一緒に「先に関中に入ったものを王とする」という懐王の命令を受けたのに、項羽が約束を破り、私を蜀漢の王とした。罪の第一である。 項羽は（懐王の命令を偽って）、卿子冠軍（宋義）を殺して、自分で上将軍という尊い地位についた。罪の第二である。 項羽が趙を救ったからには、（懐王の元に）もどって報告するべきである。しかし、（現実は）ほしいままに、諸侯や兵を脅して関中に入った。罪の第三である。 懐王は、「秦（の土地）に入ったら、暴虐・略奪してはいけない」と（項羽に）約したのに、項羽は秦の宮室を焼き、皇帝の墓を掘り、その財物を納めて自分のものとした。罪の第四である。 また、無理に降伏した秦王・子嬰を殺した。罪の第五である。 だまして、秦の子弟・20万人を生埋めにして、その将軍（章邯・司馬欣・董翳のこと）を王とした。罪の第六である。 項羽は（自分とともに戦った）諸将を皆、良い土地の王とし、元の君主を追い出して、臣下に争って（元の君主に）反逆させるように仕向けた。罪の第七である。 項羽は、義帝を彭城より追い出して、彭城を自らの都とし、韓王の土地を奪い、梁と楚（の土地を）併合して、多くを自分（の土地として）に与えた。罪の第八である。 項羽は、人を使って、義帝を江南において弑逆し、殺した。罪の第九である。 人臣でありながら、君主を弑殺し、降伏したものを殺し、不公平な政治を行い、盟約の主でありながら、まことではない。（項羽は）天下の許されないところであり、大逆無道である。罪の第十である。 私は、義兵をもって諸侯を従え、残虐な賊を誅するに、刑罰を受けた罪人を仕向けて項羽を打ち殺そうと考えている。何を苦しんで、君に挑み戦うことがあろうか！ |
| | — 『史記』高祖本紀 |

項羽は、一騎打ちでの決着を劉邦に求めたが、劉邦は聞き入れなかった。項羽は隠し持った弩で劉邦を射た。劉邦は負傷して、成皋に逃亡した。
漢4年（紀元前203年）11月、項羽は漢に攻撃された斉の援軍として龍且を派遣するが、龍且は韓信と戦い、戦死する。また、彭越が楚に反して、梁の土地を占領し、項羽の軍勢の糧道を絶つ。項羽はそのため、大司馬の曹咎に打って出ないように注意した上で、成皋を任せて、彭越討伐に向かう。
項羽は東に向かい、外黄県が数日にわたり抵抗して降伏しなかったので、15歳以上の男子を全て、生埋めにしようとした。この時、外黄県令の舎人の子にあたる13歳の少年が、「外黄の人は、彭越に無理に脅されただけです。大王（項羽）が皆を生埋めにすれば、梁の土地は（項羽に生き埋めにされることを恐れて）降伏しないでしょう」と進言すると、項羽は同意して、外黄の人々を許した。これを聞いて（梁の土地は）みな争って降伏した。
しかし、成皋にいた曹咎は項羽の命令に反して城を出て漢軍を攻撃し、敗北した曹咎は自殺し、楚軍の財貨は全て奪われた。項羽は引き返して滎陽の東で包囲されていた鍾離眜を救い、漢軍と対峙する。
項羽の軍勢は疲れ、兵糧も欠乏していることに対し、漢軍は軍勢が盛んで兵糧が多かった。

### 四面楚歌

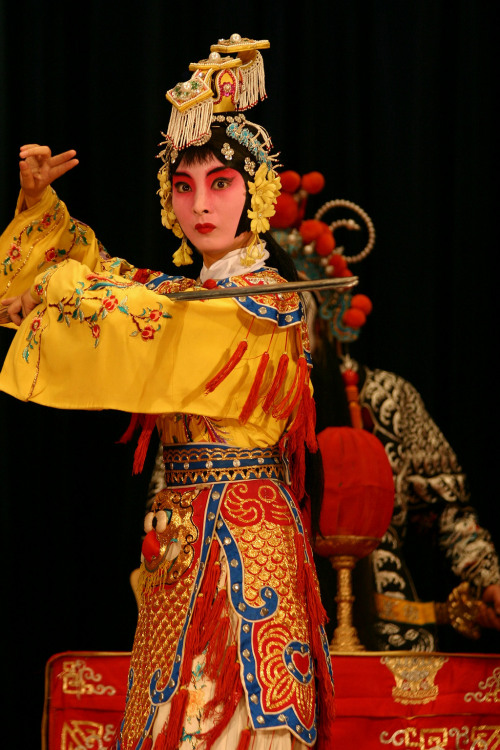
京劇『覇王別姫』の虞美人

同年9月、項羽は、劉邦からの提案を受け、鴻溝を境に西側を漢の領地とし、東側を楚の土地とした上で、劉太公と呂雉を返還することで劉邦と盟約を結ぶことを承諾する。盟約は結ばれ、項羽は軍とともに東に帰る。この時、漢軍が盟約を破り、項羽の後背を襲った。項羽は、韓信と彭越の軍が合流していない漢軍を打ち破った。
劉邦は、韓信と彭越を再度誘い入れ、韓信・彭越・劉賈（劉邦の親族）が漢軍と合流。楚の大司馬の周殷も楚に反して漢軍につき、項羽のいる垓下に集まってきた。また、項羽の軍も陳において灌嬰・樊噲らに敗北する。
漢5年（紀元前202年）12月、垓下では、韓信の兵力30万を始めとする諸侯連合軍に対し、項羽軍は10万ばかりであった。項羽は、一度は韓信を攻めて退けるが、左右から攻められ苦戦するところを再度韓信に攻められ、敗北する（垓下の戦い）。項羽は垓下に拠ったが、兵は少なく、兵糧も尽きていた。この時に城の四方から項羽の故郷である楚の国の歌が聞こえてきた。これを聞いた項羽は「漢は皆已に楚を得たるか?是れ何ぞ楚人の多きや」と嘆いた。ここから四面楚歌の言葉が生まれた。項羽の兵は、漢軍が楚の地を全て得たものと考えた。
史記・項羽本紀によれば、その夜に項羽が本陣で酒を飲んだ時、虞美人に送った詩が垓下の歌である。

| 力拔山兮氣蓋世 時不利兮騅不逝 騅不逝兮可柰何 虞兮虞兮柰若何 | （私の）力は山を抜き、（私の）気は世を覆うほどである。 （だが）時勢が味方せず、（愛馬の）騅も（疲れて）進まない。 騅が進まないのに、どうしようか。 虞よ、虞よ、お前をどうしたらよいか！ |
|                                                             | —垓下の歌、 『史記』項羽本紀 |

項羽が数回歌うと、虞美人も唱和した。項羽は落涙し、側近も泣き伏せ、仰ぎ見る者はなかったという。
項羽は手勢八百余騎を率いて漢軍の包囲網を南へ突破する。漢軍の灌嬰は騎兵五千で追撃した。項羽らが淮水を渡る時には手勢が百余騎にまで減っていた。陰陵県に着いた時に道に迷い、道を尋ねた田父に騙されて、沼沢の地に陥り、漢軍に追いつかれる。項羽は東に転じ、東城県に着いた。この時、28騎にまで減っていた。項羽は脱出できないと考え、従う騎兵たちに語った。

| 吾起兵至今八歲矣，身七十餘戰，所當者破，所擊者服，未嘗敗北，遂霸有天下。然今卒困於此，此天之亡我，非戰之罪也。 今日固決死，願為諸君快戰，必三勝之，為諸君潰圍，斬將，刈旗，令諸君知天亡我，非戰之罪也。 | 私が兵を起こして8年。わが身は70余回戦った。（私が）当たった敵は破れ、討った相手は降伏し、いままで敗北したことはなかった。そして、覇王として天下を有したのだ。そうであるのに、今はこのように追い詰められている。これは、天が私を滅ぼそうとしているためのものであり、戦いの罪によるものではない。 今日、まことに死を決した。願わくば、諸君のために決戦を行い、必ず三度勝とう。諸君のために、囲みをつぶし、（敵）将を斬って、（敵の）旗を倒すことで、諸君に天が私を滅ぼすのであり、戦い方のせいではないということを知らせよう。 |
| | — 『史記』項羽本紀 |

史記・項羽本紀によれば、項羽は28騎を4隊に分け、1隊を率いて四方に向かった。そして漢軍の一人の武将を斬り、包囲を突破、さらに、漢軍の一人の都尉を討ち取り、百人近くを殺害した。項羽の部下は2騎を失っただけであったという。そして長江を渡るべく烏江（うこう、現在の安徽省和県烏江鎮）という土地まで辿り着く、そこの亭長からは「江東は小さな所ですが土地は千里あり、万の人が住んでいます、彼の地ではまた王になるには十分でしょう。願わくは大王、早く渡ってください。今は私一人が船を出し、漢の軍は至っても渡ることはできないでしょう」と説得されたが、項羽は「天が我を滅ぼすのに何故渡ろうか？私が江東の子弟八千人を率いてここから西へ出発し、今一人として帰る者が居ない。たとえ江東の父兄が哀れんで私を王にしようとも、私に何の面目があろう?たとえ彼らがそれを言わなくとも、どうして私一人が心に恥を感じずにいられようか。」と断った。
項羽は自分の乗馬である騅を烏江の亭長に譲り渡し、従卒を下馬させ、漢軍を迎え撃ち、項羽みずから数百人の敵兵を討ち取った。この戦いで十数か所に傷を負った項羽は、追っ手の中に旧知の呂馬童がいるのを見つけると、「漢は私の頭に千金と一万戸の邑を懸けていると聞く、旧知のお前にその恩賞をくれてやろう」と言い残し、自らの首を刎ねて命を絶ったという。享年31。

## 死後

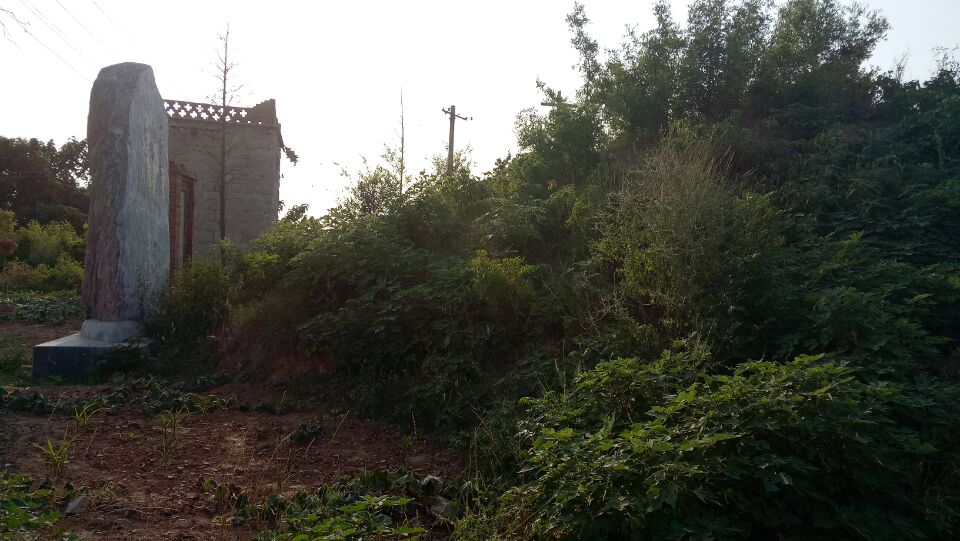
項羽の墓

劉邦は項羽を殺した者に対して領土をかけていたので、項羽が死んだ時、王翳が頭をとり、その他の部分の死体に向かって兵士が群がり、死体を取り合い、殺し合う者が数十人にもなった。故に死体は五つに分かれた。劉邦はその五つの持ち主（楊喜・王翳・呂馬童・呂勝・楊武）に対して一つの領土を分割して渡した。漢軍の取った首級は8万人にのぼった。
項羽が死ぬと、楚の土地は抵抗をみせるが、灌嬰・周勃ら派遣された漢の軍勢により平定されて漢に降伏する。抵抗した中には、浙江を都にして王を名乗った壮息という人物もいた。ただ、魯だけが降伏しなかったため、劉邦は全軍を率いて魯に赴き、項羽の首級を示すと、魯は降伏した。項羽が楚において魯公に封じられていたこともあり、最後まで抵抗した魯の地において、劉邦は魯公の礼を以て項羽を穀城に葬った。その際劉邦は、項羽の墓前で泣いてから去っていったという。

## 項一族のその後
項羽の死後、項伯（射陽侯）・項襄（桃侯）・項它（平皋侯）・玄武侯（名は不明）といった項一族は劉邦によって列侯に封じられ、劉姓を賜っている。

## 評価
司馬遷は『史記』の中で「項羽が勃興したことは何という速さだろう。項羽は土地も有していないのに、勢いに乗って民間の中から決起し、3年で秦を滅ぼし、天下を分けて王侯を封じて、覇王と名乗るまでになった。終わりこそ全うしなかったが、古今、いまだかつてなかった事業であった。（中略）（項羽は）自分のなすべきは覇王の業と考え、武力で天下を征服・管理しようとして、5年間で己の国を滅ぼし、自分自身も死んでしまった。それでも、死ぬ前にもまだ悟らず、自分を責めようとしなかった。『天が私を滅ぼすのだ。戦い方の過ちではない』と語ったのは、間違いの甚だしいものではないか」 と評価している。

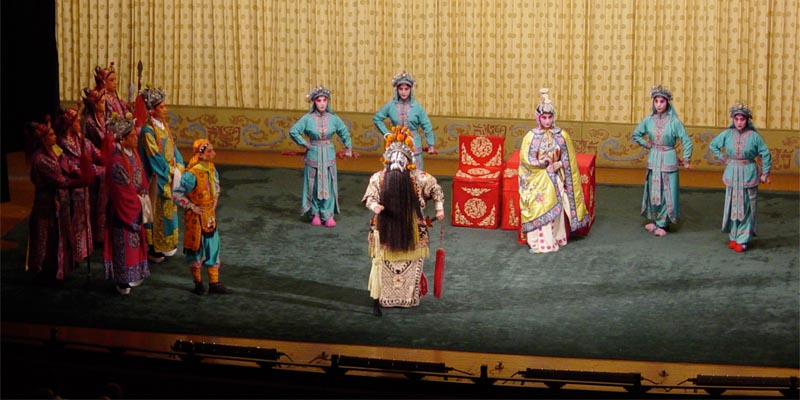
京劇『覇王別姫』

項羽と同時代の人物であり、かつて項羽に仕え、後に劉邦についた韓信は、「項羽が叱咤すると、皆、恐れるが、すぐれた将に任せることができない。これは『匹夫の勇』である。また、人と会うと相手を敬い慈しみ、言葉づかいは穏やかで、病気の人には涙を流して食事を与えるが、手柄のある人に土地や爵位を授けることはできない。これは『婦人の仁』である」、「項羽が行き過ぎるところで、残滅されないことはなく、天下の人は大きな恨みを持ち、民衆はなつかず、ただその威と強さを恐れているだけである。覇王と名乗っているが、実は天下の人心を失っている」と評している。
同じくかつて項羽に仕え、劉邦についた陳平は、「項羽の人柄は人に対して謙虚で敬い愛しするため、高潔で礼を好む士が数多くその元に向かう。しかし、功績を立てて土地や爵位を与えることを惜しむため、士はなつくことはない」、「項羽は人を信じることができず、愛し任せるのは、一族か妻の親族だけである。優れた人物がいても用いることができない」と評している。
劉邦に仕えた随何は、「項羽は斉を討ち、自分で資材を背負って、兵士の先頭に立っている」と評している。
劉邦は、「私は張良・蕭何・韓信という三人の人傑をうまく用いて天下を得ることができたが、項羽はただ一人の范増を用いることができなかった。これが、項羽が私に敗北した理由である」と評している。
項羽の参謀として仕えた范増は、「他人にひどいことをすることに忍びない」と評している。
項羽は劉邦と対照的な性格とされ、それを示す逸話として項羽と劉邦がそれぞれ始皇帝の行幸に会った時の発言がよく取り上げられる。項羽は始皇帝の行列を見て「彼奴に取って代わってやるわ!」と言ったが、劉邦は「ああ、大丈夫たる者、ああならなくてはいかんな」と言ったと伝えられる。
『史記』の中で、項羽の事項は第7巻・項羽本紀を立てられている。なお、この項羽本紀は『史記』の中でも特に名文の誉れが高く、日本の『平家物語』における木曾義仲の最期を描いた場面は、項羽本紀に於ける項羽の死の描写に影響を受けているといわれている。
司馬遷が、項羽の伝記を本紀に立てたのは、後世に異論があり、司馬貞は『史記索隠』において、「項王は崛起して雄を一朝に争う。たとひ西楚を号すと雖も、竟（つい）に未だ天子の位を践まず、本紀と称すべからず」と論じている。これに対し、『史記会注考証』（を編纂した瀧川龜太郎）は、項羽の伝記は本紀に立てることを肯定する張照や馮景の論を引用して、二説を是として、項羽本紀を立てたことを妥当としている。
司馬遷は、項羽を歴代帝王の一人として認めたのではないが、『史記』の執筆者としては、当時の事情として、秦漢の間に項羽本紀の一遍を立てるのは、また当然と考えたのであろう。
項羽が、天下を取ったか否かは意見が分かれている が、現時点では世界史にて西楚は歴代王朝には名を連ねていない。
近年の項羽評価としては、漢文学者の吉田賢抗は、「鴻門の会では俎上の鯉の如く遇した劉邦と、遂に所を換えて垓下の一戦で敗れ去ったのには、一掬の涙を禁じ得ない。彼がしばしば言った如く、彼の豪勇と戦略は比類で、はるかに劉邦にまさり、漢軍を窮地に逐いこみながら、再三長蛇を逸したのは、その智謀において一籌を輸したとみるべきだろうか」としている。
永田英正は、著書『項羽―秦帝国を打倒した剛力無双の英雄』において、「項羽は教養もあり、礼儀正しく、純情で正義感の強い男であったが、ひとたび腹を立て怒りを発すると自己を抑制することができず、残忍な行為にはしった」、「かれはまた気にいらないものは徹底的にしりぞけ、利を以て味方につけるという打算的な考えを持ちあわさず、さらには貴族の生まれからくるエリート意識が強烈で、すべて独断専行したために協力者を失い、民衆の心を失ってしまった」、「項羽の敗北は、いうなれば戦国武断主義の敗北であり、対する劉邦の勝利は新しい中国的合理主義の勝利であったとみることができる」と評している。
また、佐竹靖彦は著書『項羽』において、「皇帝劉邦に対する御前会議である『楚漢春秋』を根本史料とする『史記』は、項羽の敗北を導いたかれの性格的な弱さについて過剰な記述をのこしている」（ただし、同時に、「『史記』は中国史書のなかで、もっとも虚構の要素の少ない史書である」としている）、「歴史的に見たときに、項羽が果たした最大の功績は、この一千年にわたる西高東低の地政学的状況に終止符を打ったことだろう。（中略）東西の統合あるいは融合の形勢はいっそう深化するとともに、地政学的な重心もまたこれに対応して東遷した」、「お互いに熱い心で結びついていた人びとが、やがて項羽から離れていき、かれが孤立したことは事実である。（中略）これらすべての問題の基礎にあるのは、弱冠24歳で蜂起した項羽の心に、楚国への愛、楚文化への愛、楚の民衆の愛のみがあって、これを周囲のさまざまな要素とのあいだに正しく位置づけることのできない狭さがあったという事実である」としている。
項羽の短くも苛烈な生涯に多くの人々が魅了されてきたのも事実であり、京劇の「覇王別姫」は現在も人気の演目となっている。

## 項羽が登場する作品
小説
- 『西漢通俗演義』　作：甄偉　中国明代の演義小説
- 『通俗漢楚軍談』　訳：夢梅軒章峯・称好軒徽庵　元禄8年（1695年）に刊行された『西漢通俗演義』の漢文による翻訳。Amazon Kindleによる電子書籍も存在。
- 『項羽と劉邦』　作：長與善郎（1917年）
- 『項羽と劉邦』　作：司馬遼太郎　連載時の題名は「漢の風、楚の雨」（1977年～1979年）
- 『小説 項羽と劉邦』　作：童門冬二
- 『四面楚歌―漢楚戦記』　作：小島真爾　『通俗漢楚軍談』の現代語翻訳

舞台
- 『項羽と劉邦』 - 長與善郎の戯曲（1917年）。
- 『虞美人』（宝塚歌劇団作のミュージカル。上記の長與善郎の『項羽と劉邦』が原作）
- 『項羽と劉邦』（大阪新歌舞伎座企画・構成）。杉良太郎主演（1986年）。

映画
- 『項羽と劉邦/その愛と興亡』（1994年、中国・香港合作、演：レイ・ロイ）
- 『項羽と劉邦/White Vengeance』（2011年、中国、演：ペン・シャオペン）
- 『項羽と劉邦 鴻門の会』（2012年、中国、演：ダニエル・ウー）

テレビドラマ
- 『項羽と劉邦・背水の陣』（1991年、中国、演：韓再峰）
- 『劉邦と項羽』（1997年、中国、演：張林）
- 『大漢風 〜項羽と劉邦〜』（2004年、中国、演：フー・ジュン）
- 『項羽と劉邦（中国語版）』（2004年、香港、演：クウォン・ワー）
- 『項羽と劉邦 はるかなる大地』 （2007年、中国のテレビ人形劇）
- 『THE MYTH/神話』（2009年、中国、演：タン・カイ）
- 『項羽と劉邦 King's War[35]』（2012年、中国、演：ピーター・ホー）

漫画
- 『史記 項羽と劉邦』　作：久松文雄、久保田千太郎
- 『赤龍王』　作：本宮ひろ志
- 『項羽と劉邦―マンガ中国の歴史〈1〉』　監修：陳舜臣、手塚治虫
- 『史記』、『項羽と劉邦』　作：横山光輝
- 『レッドドラゴン』 作：池野雅博
- 『バウンダー 最強の少年 項羽』 作：大山タクミ
- 『リィンカーネーションの花弁』作：小西幹久
- 『龍帥の翼 史記・留侯世家異伝』作：川原正敏

ゲーム
- 『項羽と劉邦』 - ソフトプラン社が発売したPC-88用のゲームソフト（1988年）。PC-98で続編も出ている。
- 『項劉記』（光栄）
- 『新史記』（フリーゲーム）
- 『真・三國無双 MULTI RAID 2』（コーエー 声：田中一成）
- 『楚漢女子』（株式会社Viola）
- 『Fate/GrandOrder』（アニプレックス  声：山寺宏一）